# Stephen Gilbert

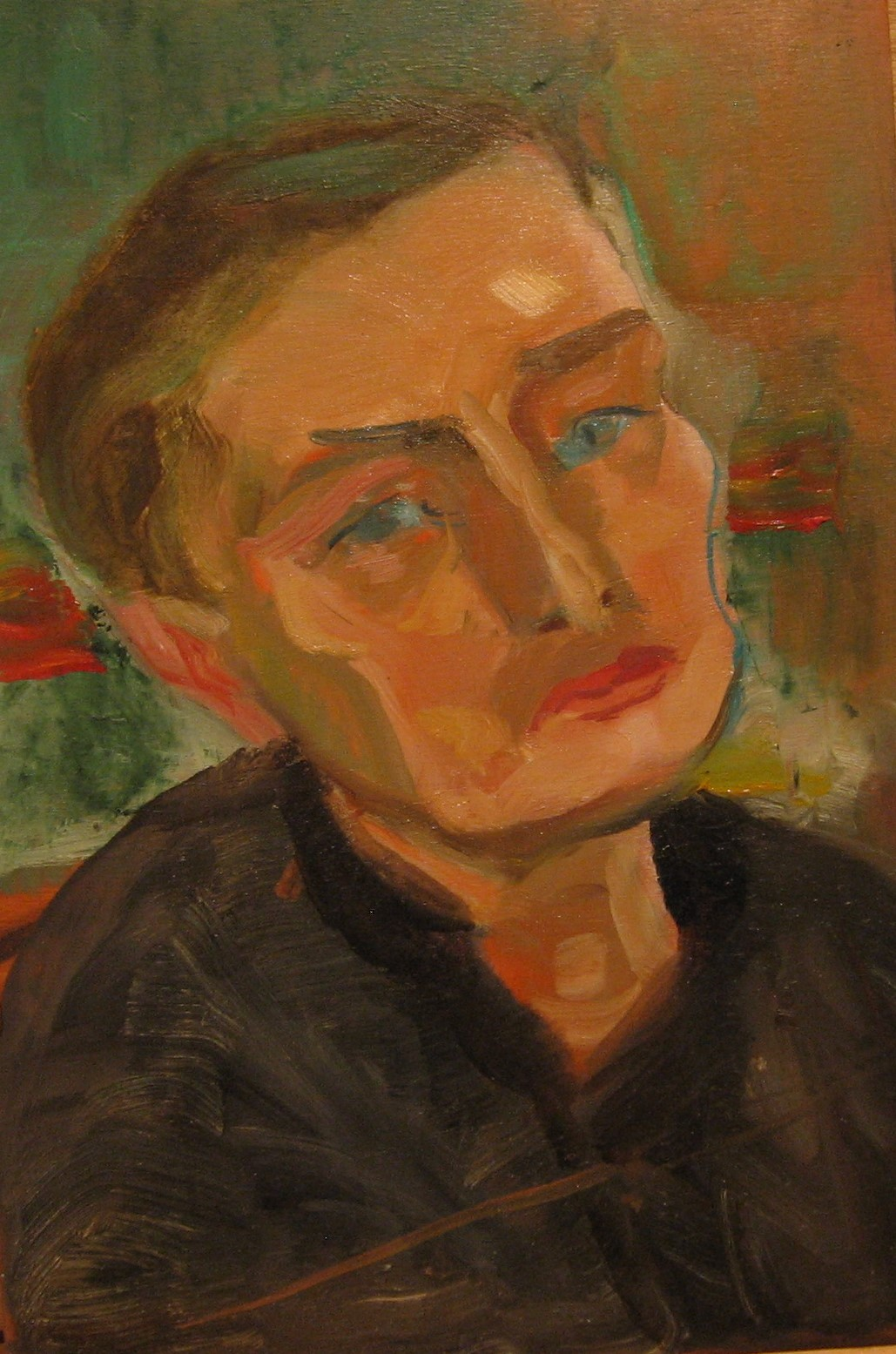
Portret van Stephen Gilbert door Evelyn Marc (fr).

Stephen Gilbert (Fife, Schotland, 15 januari 1910 - Frome, Somerset, 12 januari 2007) was een Brits kunstschilder en beeldhouwer
Gilbert studeerde vanaf 1929 tot en met 1932 architectuur in Londen. In 1930 begon hij met schilderen. Hij trouwde in 1935 met de beeldhouwer Jocelyn Chewett.
In 1936 exposeerde hij voor het eerst zijn werk. Hij verhuisde naar Parijs in 1937, tijdens de Tweede Wereldoorlog verbleef hij in Ierland. Na de oorlog verhuisde hij opnieuw naar Parijs, waar zijn werk onder de aandacht kwam van Asger Jorn, die hem in de Cobra-beweging introduceerde. Hij nam deel aan de Cobra-tentoonstellingen en onderhield nauwe contacten met Constant Nieuwenhuijs en Pierre Alechinsky.
Gedurende zijn Cobra-tijd kreeg zijn werk steeds meer een abstracte uitstraling. 
Vanaf de jaren 50 legde hij zich meer toe op het beeldhouwen. Hij maakte abstracte constructies van metaal. Hij sloot zich aan bij diverse kunstenaarsgroepen (onder andere Groupe Espace en Néovision).
In de jaren 80 (nadat zijn vrouw in 1979 overleden was) legde hij zich weer meer toe op schilderen. 